# NOAAS Fairweather (S 220)
Le NOAAS Fairweather (S 220) est un bâtiment hydrographique de la flotte de la NOAA (National Oceanic and Atmospheric Administration) en service depuis 1970. Il effectue principalement des levés hydrographiques dans les eaux de l'Alaska, mais est considéré comme un navire capable de plusieurs missions et a mené des campagnes de recherche halieutique. Il est le sister-ship du NOAAS Rainier (S 221) (en) et du NOAAS Mount Mitchell (S 222) (en), à la retraite.

## Historique
Le Fairweather porte le nom du mont Fairweather en Alaska. Il a été construit pour l'U.S. Coast and Geodetic Survey en tant que "medium survey ship" (MSS) par Aerojet-General Shipyards à Jacksonville, en Floride. Il a été commandé le 12 août 1963 et mis à l'eau le 15 mars 1967. Le Coast and Geodetic Survey l'a commandité sous le nom de USC&GS Fairweather (MSS 20) lors d'une cérémonie conjointe avec son navire jumeau USC&GS Rainier (MSS 21) au Pacific Marine Centre à Seattle, État de Washington, le 2 octobre 1968.
Lorsque la NOAA fut créée le 3 octobre 1970 et qu'elle reprit les avoirs de la Coast and Geodetic Survey, le navire entra dans la flotte de la NOAA sous le nom de NOAAS Fairweather (S 220). Désactivé en 1989, le navire est resté inactif au Pacific Marine Center de la NOAA à Seattle pendant treize ans. En 2002, des travaux de réfection ont été effectués au chantier naval Cascade General à Portland, en Oregon, et a été remis en mission en 2004 pour contribuer à l’arriéré des enquêtes critiques dans les eaux de l’Alaska. Son port d'attache est Ketchikan, en Alaska.

### Équipage
Le navire, comme tous les navires de la NOAA, est exploité par des officiers du Corps de la NOAA et des marins civils. Fairweather a un effectif de 51 personnes, avec une capacité d'accostage supplémentaire pour les visiteurs et les scientifiques. Le navire passe généralement plus de 150 jours par an en mer.

### Équipement et mission
Fairweather a deux sondeurs multifaisceaux multifaisceaux RESON (en), modèles 7111ER et 8160. Ses quatre chaloupes d'enquête sont équipées avec des échosondeurs multifaisceaux RESON 7125sv. En outre, Fairweather peut remorquer un Side-scan sonar (en) L3/Klein System 5000 et ses chaloupes peuvent être équipés de sonars supplémentaires à coque latérale montés sur coque L3/Klein System 5000. Ces sonars à balayage latéral sont utilisés pour les opérations de levé arctique près des côtes. En outre, le personnel de Fairweather établit régulièrement des instruments de contrôle horizontaux et verticaux, tels que des stations de base GPS (Global Positioning System) et des appareils de mesure de marée, dans les zones isolées où le navire travaille. En utilisant cette technologie, l’équipage de Fairweather peut cartographier complètement le fond de l’océan. Ces données sont principalement utilisées pour mettre à jour les cartes marines de la NOAA, mais sont de plus en plus utilisées dans d'autres domaines tels que la modélisation des déplacements à la suite des tsunamis, la cartographie des inondations et la cartographie des habitats des poissons.

## Galerie

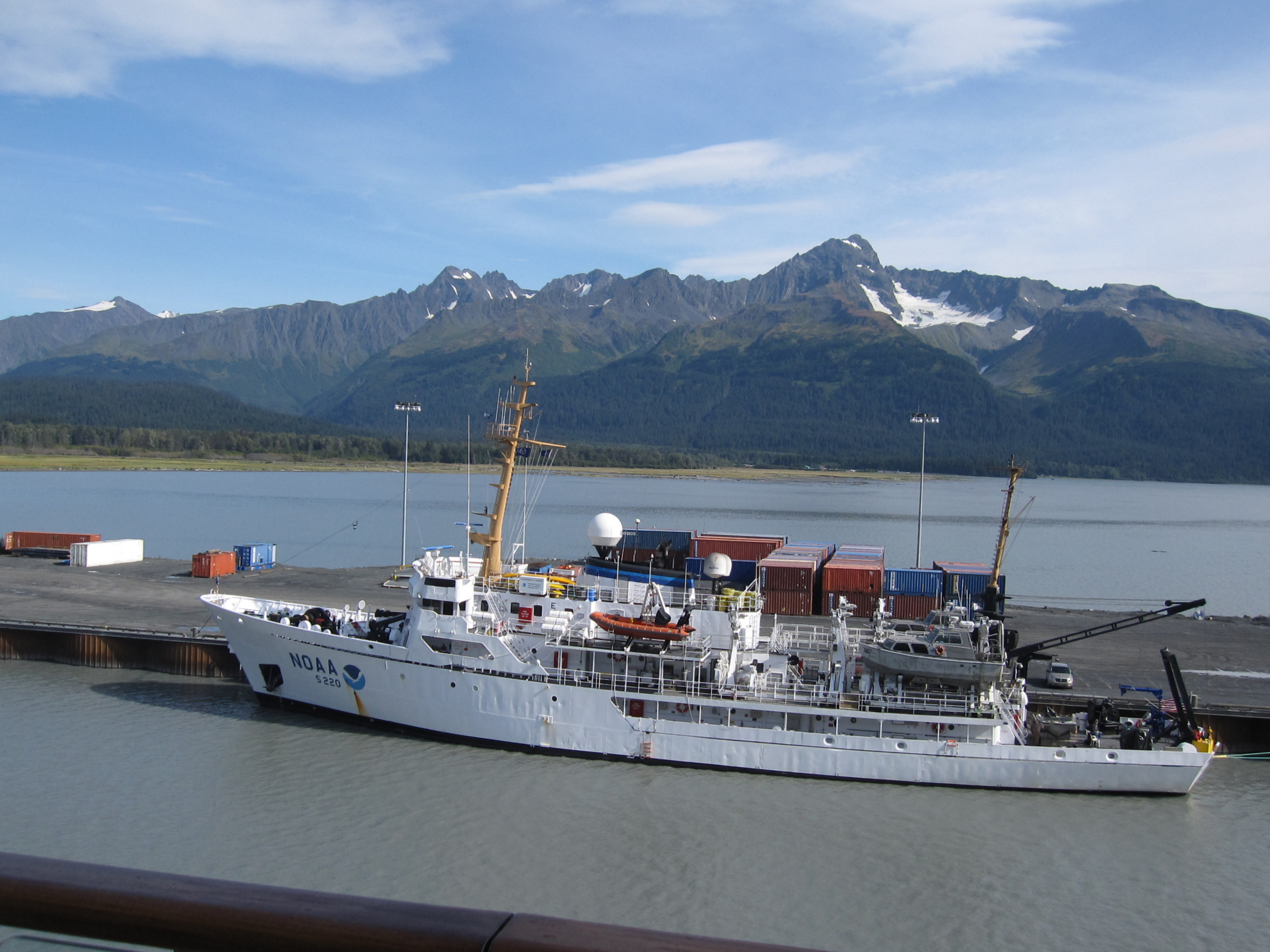
NOAAS Fairweather (S 220)
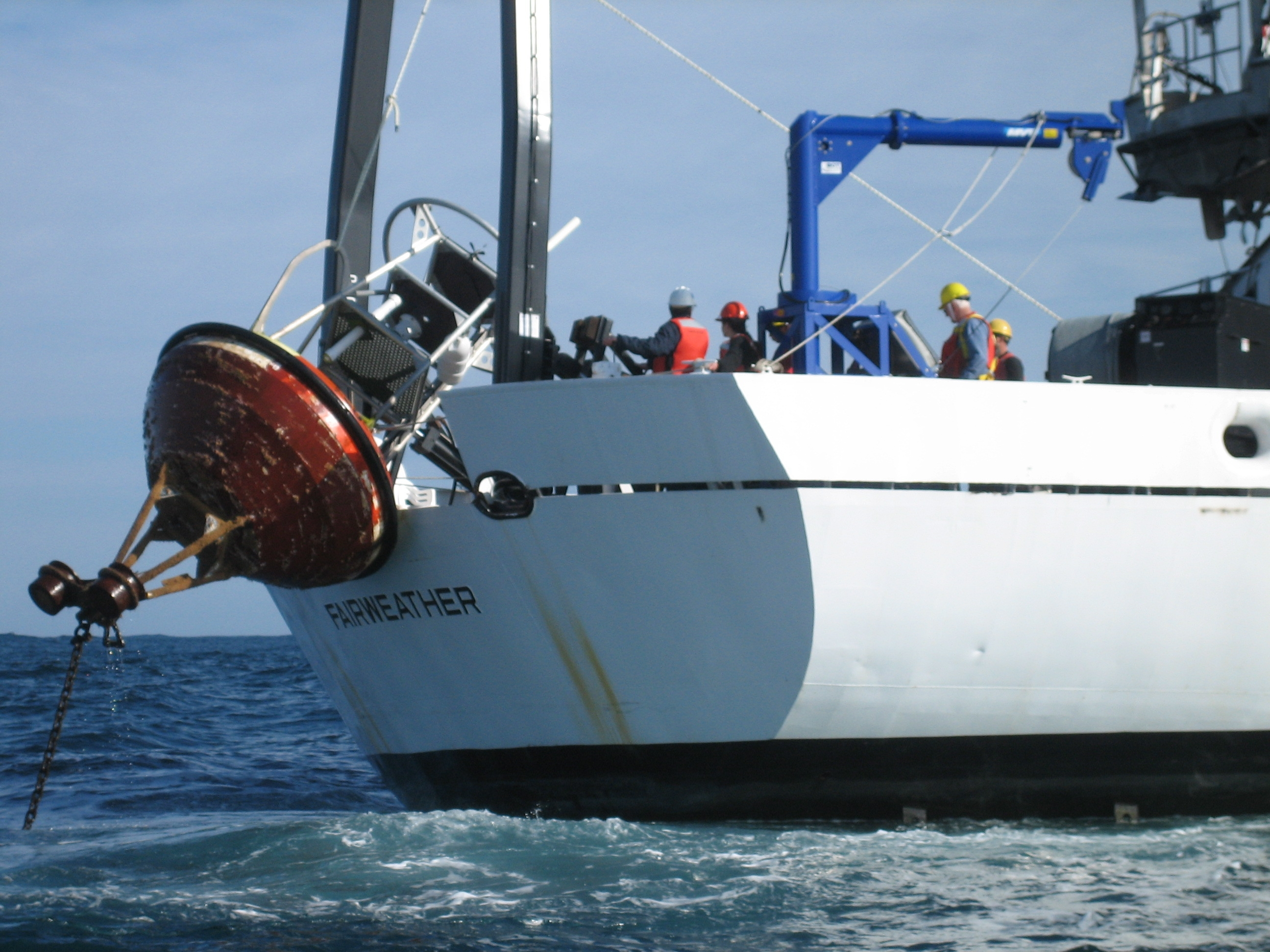
NOAAS Fairweather (S 220)
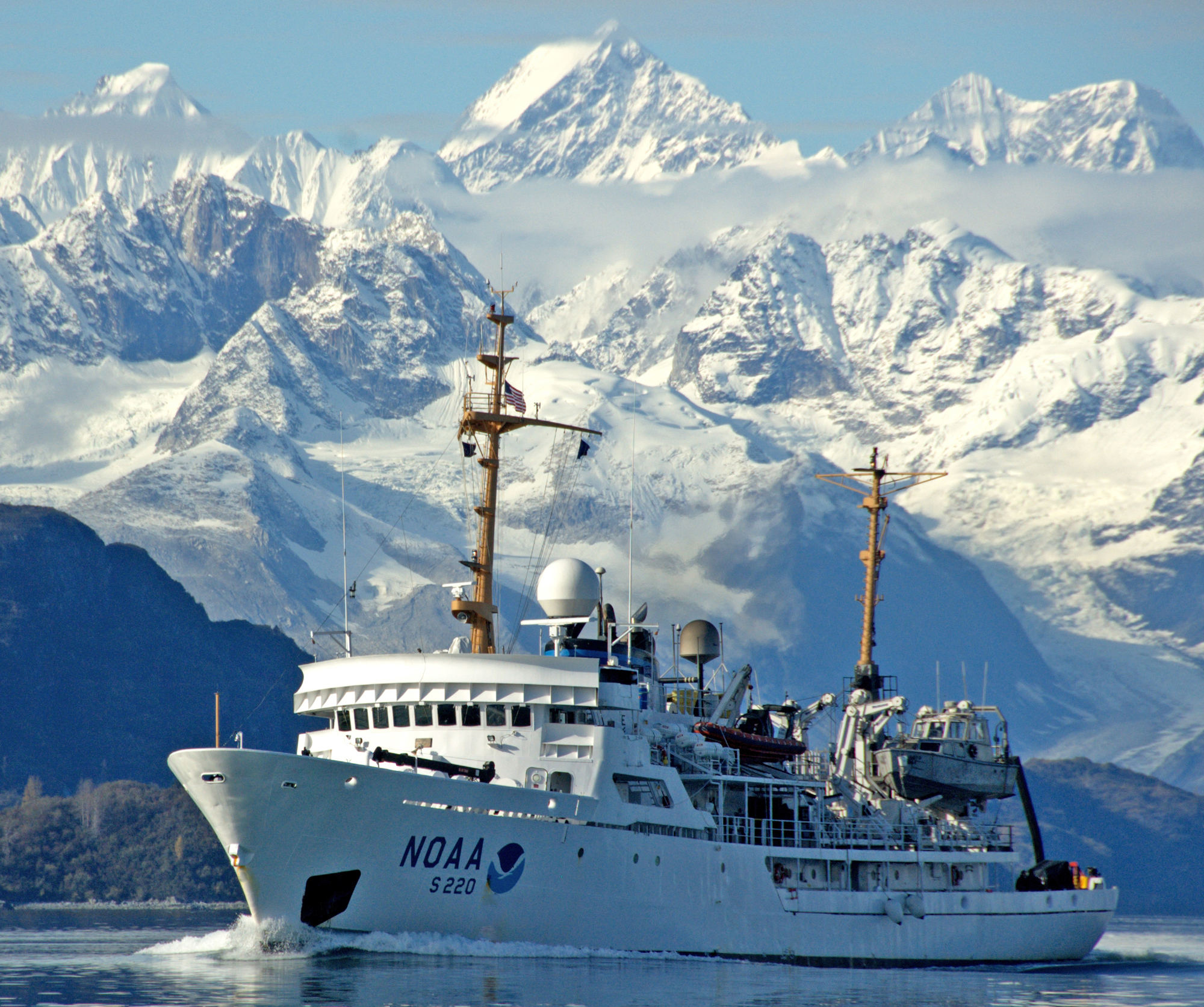
NOAAS Fairweather (S 220)

### Note et référence
1. ↑  System 500 V2 Side-Scan Sonar

- (en) Cet article est partiellement ou en totalité issu de l’article de Wikipédia en anglais intitulé « NOAAS Fairweather (S 220) » (voir la liste des auteurs).